# بشير مرقش
بشير مرقش (الاسم العلمي: Polypterus weeksii) (بالإنجليزية: Mottled bichir)‏ هي نوع من الأسماك تتبع جنس كثيرة الزعانف من فصيلة كثيرات الزعانف.